# Bulletin of the American Mathematical Society
«Bulletin of the American Mathematical Society» (рус. Бюллетень Американского математического общества, принятое сокращение: Bull. Amer. Math. Soc.) — ежеквартальный математический журнал, печатный орган Американского математического общества (США). Основан в 1891 году, публикует работы на современные научно-исследовательские темы, написанные на уровне, по возможности доступном для неспециалистов. Он также публикует (только по запросам) книжные обзоры и краткие статьи «Математические перспективы» (Mathematical Perspectives).
В 2014 году журнал имел импакт-фактор 2,704, что делало его одним из ведущих математических журналов мира; впоследствии (2018—2019) импакт-фактор упал до 1,308. Почти все публикации журнала доступны в Интернете.

## История
Бюллетень был основан ещё до создания Американского математического общества, в 1891 году. Его первые номера вышли в свет как «Бюллетень Нью-Йоркского математического общества» (Bulletin of the New York Mathematical Society, это общество было основано в 1888 году). Когда было сформировано общенациональное математическое общество (1894 год), название журнала сменили на современное.

## Индексация
Журнал индексируется в Mathematical Reviews,  Science Citation Index, ISI Alerting Services, CompuMath Citation Index, Current Contents/Physical, Chemical & Earth Sciences

## Другие журналы Американского математического общества
- American Mathematical Monthly
- Journal of the American Mathematical Society
- Memoirs of the American Mathematical Society
- Notices of the American Mathematical Society
- Proceedings of the American Mathematical Society
- Transactions of the American Mathematical Society